# Ardżut
Ardżut – wieś w Armenii, w prowincji Lorri. W 2011 roku liczyła 990 mieszkańców.